# Unhappily Ever After
Unhappily Ever After est une série télévisée américaine en cent épisodes d'environ 23 minutes créée par Ron Leavitt et Arthur Silver, et diffusée entre le 11 janvier 1995 et le 23 mai 1999 sur le réseau The WB.
Cette série est inédite dans tous les pays francophones.

## Fiche technique
Sauf indication contraire, les informations mentionnées dans cette section peuvent être confirmées par la base de données cinématographiques IMDb,  présente dans la section « Liens externes ».
- Titre original : Unhappily Ever After
- Réalisation : Gerry Cohen, Linda Day, Sam W. Orender, Howard Murray, Andrew Susskind, Kevin Connolly, Patrick Maloney, Geoff Pierson, Harriette Regan, Wendy Neckels et Scott Baio
- Scénario : Ron Leavitt, Arthur Silver, Christina Lynch, Marcy Vosburgh, J. Stewart Burns, Kimberly Young, Sandy Sprung, Gabrielle Topping, Nell Benjamin, Brian LePan, Matt Leavitt, Anne Parker, Kevin Curran, Bobcat Goldthwait, Paul Diamond et Suzanne Francis
- Direction artistique : Richard Improta
- Photographie : Mark J. Levin
- Montage : Larry Harris, Roger Ames Berger, Leland Gray et Michele Gitomer
- Musique : Jonathan Wolff, Paul Buckley et Michael Andreas
- Casting : Tammara Billik et Justine Jacoby
- Production :
- Sociétés de production :
- Société de distribution :
- Chaîne d'origine :
- Pays d'origine :  États-Unis
- Langue originale : anglais
- Genre :
- Durée : 22–24 minutes

## Distribution

### Acteurs principaux
- Geoff Pierson : Jack Malloy
- Stephanie Hodge : Jennifer Malloy
- Kevin Connolly : Ryan Malloy
- Nikki Cox : Tiffany Malloy
- Justin Berfield : Ross Malloy

### Acteurs récurrents
- Bobcat Goldthwait : M. Floppy
- Joyce Van Patten : Maureen Slattery
- Wendy Benson : Barbara Caulfield
- Ant (en) : Barry Wallenstein
- Dana Daurey : Amber Moss
- Elisabeth Harnois : Patty McGurk
- Deborah Kellner : Muffy
- Kristanna Loken : Sable O'Brien
- Allan Trautman (en) : M. Dunn
- Oliver Muirhead (en) : M. Monteleone
- Shonda Whipple : Chelsea
- Benjamin Shelfer : Beau
- Tal Kapelner : Eddie
- Jamie Kennedy : Stoney

### Invités
- Joel Michaely : Paul Zimmerman
- Jean Speegle Howard : Mme Mugglesworth
- Maggie Lawson : Madolyn
- Christina Moore : Cherri
- Kimberly J. Brown : Helena
- Michael Hitchcock : Coach McNiff
- Brighton Hertford : Kitty
- Tamara Braun : Lacy

## Épisodes

### Première saison (1995)
1. Pilot
2. Gift of the Magnovox
3. Jack's First Date
4. The Bigger They Are, the Harder They Fall
5. Jack the Ripper
6. Run
7. The Descent of Man
8. Boxing Mr. Floppy
9. Don Juan De Van Nuys
10. Mistress Jennie
11. Daddy's Little Girl
12. The Great Depression
13. Hoop Dreams

### Deuxième saison (1995-1996)
1. Jack Moves Back
2. Zit Could Happen to You
3. The Rat
4. Rocky VI
5. Rock Star
6. Driving Me Crazy
7. A Touch of Glass
8. A Line in the Sand
9. Making the Grade
10. Honey, I Screwed Up the Kids for Life
11. The Whiz Kid
12. Hot Wheels
13. Picnic of Pain and Peril
14. Meter Maid
15. In the Stars
16. Mr. No
17. The Agony of Victory
18. All About Jennie
19. Jack Writes Good
20. Girls Who Wear Glasses
21. Leaving Van Nuys
22. Getting More Than Some

### Troisième saison (1996-1997)
1. Tiffany's Rival
2. Beach Party
3. Angel Gone Bad
4. The Temptation of Jack
5. Lightning Boy
6. Bingo! Bingo! Bingo!
7. Halloween XXVII - Hair Stalker
8. Rock and Roll
9. The Pride of the Injuns
10. Eating Hollywood
11. High and Dry
12. The Tell-Tale Lipstick
13. Sternberg Steinfeld
14. The President
15. Tiffany on the Wild Side
16. The Potato Rebellion
17. B-Minus Blues
18. From Russia with Love
19. Little Ice Cream Shop of Horrors
20. Shampoo
21. College!
22. The Joy of Meat

### Quatrième saison (1997-1998)
1. Hot Off the Presses
2. Experimenting in College
3. The Ghost and Mr. Malloy
4. Exorcising Jennie
5. We Got Next
6. Sorority Girl
7. Ryan Vampire Slayer
8. Cyber-Tiffany
9. Tiffany, the Home Wrecker
10. Little Miss Perfect
11. The One Kevin's Directing
12. Teacher of the Year
13. Ryan's Labour Lost
14. Undercover Cheerleader
15. The Chaste Makes Waste
16. Teacher's Pet
17. Let's Get Ready to Rum Ball
18. Triple Play
19. Tiffany's Birthday
20. The Old West
21. The Clip Show

### Cinquième saison (1998-1999)
1. X-Happily Ever After
2. Feline Alright
3. Basketball… Again?
4. A Movie Show
5. Love Letters
6. I Know What You Did in the Closet
7. Ross' IQ
8. The Fencing Show
9. Smart and Stupid
10. The Silver Rule
11. Secrets
12. Royal Flush
13. Taffy's Boy
14. Tiffany's Big Break
15. I Never Dunked for My Father
16. Sex & Violins
17. Tiffany Burger
18. The Perfect Guy
19. Date to Win
20. The Artist and the Con Artist
21. Tiffany Tutors the Teachers
22. Le Morte D'Floppy